# Martin Josef Říha
Martin Josef Říha (né le 11 novembre 1839 à Oslov, en royaume de Bohême, et décédé le 7 février 1907 à České Budějovice) est un ecclésiastique catholique, qui fut évêque de České Budějovice.

## Biographie
Martin Josef Říha fut ordonné prêtre le 27 juillet 1862 à České Budějovice (en allemand : Budweis). Après ses études, il obtint son doctorat en théologie le 11 juin 1869 à l'université de Vienne. Le 1er octobre 1871, il fut nommé professeur de théologie morale à l'Université théologique de České Budějovice.
Après le transfert de l'évêque de České Budějovice, Franziskus von Paula Schönborn, à l'archevêché de Prague en 1885, François-Joseph Ier, qui avait le droit de nomination en sa qualité d'empereur d'Autriche, désigna Martin Josef Říha comme son successeur le 7 juillet 1885.
La confirmation papale du 27 juillet 1885 par Léon XIII fut suivie de la consécration épiscopale et de l'intronisation dans la cathédrale de České Budějovice par l'archevêque Franziskus von Paula Schönborn le 6 septembre 1885. De 1885 à 1907, Martin Josef Říha fut membre du Parlement de Bohême et, à partir de 1905, il fut également membre de la Chambre des nobles d'Autriche. 
Il reçut l'Ordre de la Couronne de fer. Il écrivit de nombreux ouvrages sur l'histoire de l'Église et de la religion.

## Source
- (de) Cet article est partiellement ou en totalité issu de l’article de Wikipédia en allemand intitulé « Martin Josef Říha » (voir la liste des auteurs).